# Vaux-sur-Somme
Vaux-sur-Somme é uma comuna francesa na região administrativa de Altos da França, no departamento de Somme. Estende-se por uma área de 5,18 km². Em 2010 a comuna tinha 313 habitantes (densidade: 60,4 hab./km²).
Também aqui morreu Manfred von Richthofen o conhecido "Barão Vermelho" o mais famoso piloto de guerra da Primeira Guerra Mundial